# ناوچه مهران
ناوچه مهران یک ناوچه ایرانی بود که در ۲۷ مهر ۱۳۵۹، در خلیج فارس، هدف مستقیم شلیک یک فانتوم متعلق به ایران قرار گرفت و کاملاً غرق شد. در پی این رویداد، ناوچه تیران نیز برای کمک به آن منطقه رفت که آن هم هدف شلیک یک فانتوم خودی قرار گرفت، هرچند که غرق نشد.